# Raad Hammoudi
Raad Salman Hammoudi (arab. ‏رعد حمودي‎; ur. 20 kwietnia 1953 w Bagdadzie) – iracki piłkarz, reprezentant kraju.
Uczestnik Igrzysk Olimpijskich 1984. W 1986 został powołany przez trenera Evaristo de Macedo na Mistrzostwa Świata 1986, gdzie reprezentacja Iraku odpadła w fazie grupowej.
Obecnie pełni funkcje przewodniczącego Irackiego Komitetu Olimpijskiego.